# Michael Winner

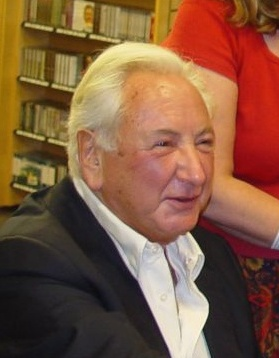
Michael Winner (2004)

Robert Michael Winner (* 30. Oktober 1935 in London, England; † 21. Januar 2013 ebenda) war ein britischer Filmregisseur und Filmproduzent. Unter dem Pseudonym Arnold Crust war er auch als Filmeditor tätig; ebenso verfasste er auch Drehbücher. Seinen größten Erfolg feierte er 1974 mit dem Selbstjustiz-Thriller Ein Mann sieht rot.

## Karriere
Winner wurde als Kind jüdischer Eltern im Norden Londons geboren. Seine schulische Ausbildung absolvierte er an der St Christopher School in Letchworth Garden City. An der University of Cambridge studierte er am Downing College Recht und Wirtschaft.
Er begann seine Karriere im Filmgeschäft als Regieassistent bei der BBC, wo er Drehbücher verfasste. Er gab sein Regiedebüt 1960 mit Shoot to Kill. Zu Beginn seiner Karriere arbeitete er in England, doch Anfang der 1970er Jahre ging er in die USA. Winner drehte mehrere Filme mit Charles Bronson, unter anderem die ersten drei Teile der Death Wish-Reihe. Ein anderer Schauspieler, mit dem er mehrfach zusammenarbeitete, war Oliver Reed. 
Von den 1960er Jahren bis Ende der 1980er war er ein vielbeschäftigter Regisseur, in den 1990er Jahren folgten nur noch vier Produktionen.
Seine letzte Regiearbeit stammt aus dem Jahr 1998. In den folgenden Jahren war er als Gastronomiekritiker für die Sunday Times tätig.
Die Mehrheit seiner eigenen Filme produzierte Winner selbst und war unter dem Pseudonym Arnold Crust auch für deren Schnitt verantwortlich. 2006 wurde seine Autobiografie mit dem Titel Winner Takes All: A Life of Sorts veröffentlicht.
Winner war von 2011 bis zu seinem Tod mit Géraldine Lynton verheiratet. Die beiden kannten sich seit 1957.

## Filmografie (Auswahl)
Regie
- 1961: Was geschah im College (Out of the Shadows)
- 1964: The System
- 1965: You must be joking!
- 1967: Was kommt danach…? (I’ll never forget what’s ’is name)
- 1967: Minirock und Kronjuwelen (The Jokers)
- 1968: Hannibal Brooks
- 1971: Lawman
- 1971: Das Loch in der Tür (The Nightcomers, auch Produzent)
- 1972: Chatos Land (Chato’s Land, auch Produzent)
- 1972: Kalter Hauch (The Mechanic)
- 1973: Scorpio, der Killer (Scorpio)
- 1973: Ein Mann geht über Leichen (The Stone Killer)
- 1974: Ein Mann sieht rot (Death Wish)
- 1975: Won Ton Ton – der Hund, der Hollywood rettete (Won Ton Ton, the Dog Who Saved Hollywood)
- 1977: Hexensabbat (The Sentinel)
- 1978: Tote schlafen besser (The Big Sleep)
- 1979: Firepower
- 1982: Der Mann ohne Gnade (Death Wish II)
- 1982: Die verruchte Lady (The Wicked Lady)
- 1984: Spur in den Tod (Scream for Help)
- 1985: Death Wish III – Der Rächer von New York (Death Wish III, auch Produzent)
- 1988: Alles nur Theater (A Chorus of Disapproval)
- 1987: Rendezvous mit einer Leiche (Appointment with Death)
- 1990: Bullseye – Der wahnwitzige Diamanten Coup (Bullseye)
- 1993: Dirty Weekend
- 1998: Parting Shots

Produzent
- 1961: Some Like It Cool
- 1971: Das Loch in der Tür (The Nightcomers, auch Regisseur)
- 1972: Chatos Land (Chato’s Land, auch Regisseur)
- 1985: Death Wish III – Der Rächer von New York (Death Wish III, auch Regisseur)

## Auszeichnungen
- 1978 war Michael Winner mit dem Film The Sentinel für einen Saturn Award nominiert.